# 马常利
马常利（1987年—），辽宁沈阳人，中国人民解放军陆海空三军仪仗队队员。
2008年8月，马常利在北京奥运会开幕式上任抬旗手。在NBC转播的开幕式中，马常利因一个特写镜头而被备受关注，成为网络红人。2009年国庆60周年阅兵，他被网友称为阅兵村“帅哥中的帅哥”。在阅兵式上，他担任三军仪仗队空军护旗手。